# Gästriklands runinskrifter 20
Gästriklands runinskrifter 20, med signum Gs 20, är ett vikingatida runstensfragment av röd gävlesandsten som hittades vid Ockelbo prästgård, Ockelbo socken och Ockelbo kommun. Stenen kom fram då man grävde en garagenedfart 1961 vid prästgården vid Ockelbo kyrka. Fragmentet mäter 20 gånger 14 centimeter. Gs 20 förvaras i Ockelbo hembygdsförenings samlingar, "Pålsgården".